# Gerhard Fietz
Gerhard Fietz (* 25. Juli 1910 in Breslau; † 4. März 1997 in Göddingen) war ein deutscher Maler, Professor und Vertreter der gegenstandslosen Malerei. Er gilt als ein wichtiger Maler der zweiten Hälfte des 20. Jahrhunderts in Deutschland.
Als Mitbegründer der Künstlergruppe ZEN 49 trat er gegen die traditionelle Gegenständliche Kunst an und entwickelte mit Malern wie Willi Baumeister, Fritz Winter oder Rupprecht Geiger eine Malerei, die sich auf die Erprobung der künstlerischen Mittel konzentrierte. Fietz stellte auf zahlreichen nationalen und internationalen Ausstellungen aus, so unter anderem 1955 in der vielbeachteten Ausstellung im Cercle Volnay in Paris.

## Leben
Gerhard Fietz ist am 25. Juli 1910 in Breslau geboren. Nach dem Abitur 1930 begann Fietz sein Studium an der Staatlichen Akademie für Kunst und Kunstgewerbe in Breslau, wo er unter anderem bei Alexander Kanoldt und Oskar Schlemmer studierte. 1932 wechselte er an die Staatliche Kunstakademie Düsseldorf. 
1937 wurde Fietz Meisterschüler von Kanoldt an der Preußischen Akademie der Künste in Berlin. Bald nach Abschluss seiner Ausbildung und Malaufenthalten im Riesengebirge, an der Ostsee und in Schlederloh wurde Gerhard Fietz in den Krieg eingezogen. Der 31-jährige kämpfte als MG-Schütze ab 1941 im sogenannten Mittelabschnitt Russlands bei Orel und Minsk. Fietz blieb Gefreiter, weil er sich weigerte, Offizier zu werden. Ein Bataillonsarzt verhalf ihm zu einer Sanitäterausbildung. Seine Kriegsverletzung zwang ihn zu einem mehrmonatigen Aufenthalt im Lazarett in Stolp (Słupsk, Polen), anschließend zog Fietz nach Schlederloh (Icking). 
Nach Aufenthalten in Stuttgart und Buch bei Illertissen nahm Gerhard Fietz 1953 und 1956 eine Stelle als Gastdozent in Hamburg an und wurde 1957 zum Professor an der Hochschule der Bildenden Künste in Berlin ernannt; zu seinen Studenten gehörten dort u. a. die Maler und Graphiker Ernst Marow und Karl-Heinz Herrfurth. In den Jahren 1965 bis 1974 unternahm er mit seinen Studierenden jährlich eine Studienreise auf die holländische Insel Terschelling. Nach längeren Aufenthalten auf der Insel Cres, Kroatien, zog Gerhard Fietz 1979 nach Göddingen bei Bleckede, wo er am 4. März 1997 verstarb. Sein Nachlass wurde gepflegt von seiner Frau Anne Fietz (* 20. Oktober 1938, † 23. September 2014).

### Das Gerhard-Fietz-Haus
Das Gerhard-Fietz-Haus liegt nahe der Elbe in dem kleinen Ort Göddingen, einem von 14 Ortsteilen der Stadt Bleckede. Aus einer ausgedienten Kartoffelscheune wurde es 1979 zu einem großzügigen Wohn- und Atelierhaus umgebaut. 1999 gründete sich der Freundeskreis Gerhard Fietz e. V. und zeigt nun in dem erweiterten Anbau Ausstellungen von namhaften Künstlern, die unter anderem mit Gerhard Fietz in Verbindung standen.

## Werk

### Russland
Während des Krieges in Russland musste sich Gerhard Fietz mit dem Alltag von Krieg und Besetzung sowie der Andersartigkeit des Landes und seiner Menschen auseinandersetzen. Ungewohnt weit, urwüchsig und ungekünstelt erlebte er die russische Landschaft. Er beobachtete und zeichnete und fotografierte Dörfer, die hüttenartigen Bauten und alles was dazugehörte: einfache Arbeitsgeräte, Brunnen, Zäune, Wege. Faszinierend empfand er die Begegnung mit den russischen Menschen. Mit Einwilligung der Modelle zeichnete er bildmäßige Porträts von alten Männern und Frauen mit ihren vom Leben geprägten Gesichtern, oder junge Mädchen, Madonnentypen mit unregelmäßigen, großflächig ruhigen Zügen. 
Das Zeichnen wurde Gerhard Fietz zur Überlebensstrategie, er erlebte den Krieg, die russische Bevölkerung, das Land subjektiv anders als die primitiven Klischees der Kriegspropaganda glauben machen wollten. Er litt an dem Unheil, das der Krieg, er selbst inbegriffen, über Russland brachte. Als er am 23. Juli 1943 an Arm, Hals und Handgelenk verwundet wurde, war der Krieg für ihn zu Ende. Seine gelähmte Linke und die zitternde rechte Hand konnten im Reservelazarett Stolp und durch späteres Training wieder funktionsfähig gemacht werden. Sein Bataillon wurde aufgerieben.
"Ich werde nicht fertig mit meinem Urteil über Russland; je länger ich hier bin, kommen schnell gefasste Urteile ins Wanken. Ich zweifle an vielem, was ich voreilig gedacht hatte. Russland in den Extremen schwankend, hat so vieles zum Lieben und so vieles, das abzulehnen ist. So manches im alten Europa erscheint falsch und dekadent und ungesund, je länger ich die Naturhaftigkeit Russlands erkenne. Ich spüre immer wieder die ganze Kraft und Schönheit des Russen hinter der sonstigen Verwahrlosung, bedingt durch lähmende Armut." (G. Fietz, Kriegstagebuch).

### ZEN 49
Die Verarbeitung der Kriegserlebnisse auf bildnerischer Ebene gab Fietz nach 1945 bald auf. Auch von seinem Vorkriegswerk trennte er sich entschlossen. Auf der Suche nach einer neuen Ausdrucksmöglichkeit fand er in der Abstraktion eine Bildsprache, die Klärung der Nachkriegssituation ermöglichte und zugleich ein „neues Alphabet der Verständigung“ (G. Fietz) bot.
Von der Naturdarstellung verlagerte sich das Interesse auf die Erprobung der künstlerischen Mittel, der Funktionen von Farbe, Linie, Form im Raum, Möglichkeiten ihrer Verhältnisse und Wirkungen aufeinander. Theoretische Studien über die Grundelemente der Malerei begleiteten die Experimente. Konsequent vermied er hinfort Titel und nummerierte seine Arbeiten fortlaufend.
Im Oktober 1949 gründeten Fietz und andere, gegenstandslos arbeitende Künstler aus dem südwestdeutschen Raum die Vereinigung ZEN 49: Willi Baumeister, Fritz Winter, Rupprecht Geiger, Rolf Cavael, Willi Hempel und die Bildhauerin Brigitte Meier-Denninghoff. Als kunsthistorische Berater standen Dr. Franz Roh, Dr. Ludwig Grote und der spätere Kunstkritiker John Anthony Twaites zur Seite. ZEN 49 trat gegen die traditionell gegenständliche Kunst an, lehnte sie als reaktionär ab. Auf den Namen hatte man sich geeinigt, weil der ostasiatische Kulturkreis des Buddhismus eine geistige Grundlage bot, die den Vorstellungen der Mitglieder entgegenkam. Fast fünf Jahre hatte die Gruppe Bestand, weitere, heute namhafte Künstler aus Frankreich, schlossen sich an: Pierre Soulages, Hans Hartung, Gérard Schneider. Gerhard Fietz beteiligte sich an allen ZEN 49-Ausstellungen. 

### Abstraktes
Immer neue Ansätze, Reflexionen, Experimente mit dem bildnerischen Vokabular bestimmen den künstlerischen Weg des Malers. Formen treten organoid oder geometrisch scharf abgegrenzt auf, Figurationen abstrakt-konkret, Strukturen reliefartig oder tachistisch. Die geschlossene Form löst sich auf, der Bildraum wird zum Farbraum. Bald übernimmt die Farbe die Funktionen der Form und Linie, um am Ende selbst strukturiert und mit neuem reliefartigem Ausdruck hervorzutreten. Der Maler bediente sich jetzt bestimmter Werkzeuge zur Strukturierung, er benutzt zuweilen Werkzeuge wie einen Spachtel. 

### Menschenbild, Ikarus
Ab 1959 ergab sich eine neue Annäherung an die Natur, ausgelöst durch Arbeitsaufenthalte auf der Insel Terschelling und Unterhaltungen mit seinen Studenten. Die Spannungen der Gegenwart – der Vietnamkrieg, der Mauerbau, die 68er Auseinandersetzungen – ließen alte Bilder wieder aufsteigen, von Krieg, Zerstörung, Verletzungen, Erfahrungen mit dem Tod. Gerhard Fietz grübelte über eine angemessene Bildform für das menschliche Gesicht.
Bis in die 80er Jahre hinein befasste er sich mit Serien von Köpfen, mit der Gestaltung jener Traumgesichter, die ihn verfolgten. Es wurden Bilder von hoher Intensität und außerordentlicher Divergenz. 
1965/66 malte Gerhard Fietz fünf monumentale Bilder, die sich thematisch zusammenfügen. Die Bilder zeigen Szenen mit Figurengruppen, die das Thema Krieg auf eine allgemein menschliche Ebene versetzen. Das Innenraumbild (1965/4) weckt Assoziationen an geöffnete Luftschutzbunker mit Schreckensszenarien von Toten, die Merkmale des Wahnsinns und langen Ausharrens zeigen. "Die Gefährten des Ikarus" (1966/1) bilden eine Persiflage auf menschliche Hybris. Ikarus bleibt kein Einzelfall: wer seine Macht und sein Können leichtfertig missbraucht, stürzt tödlich ab. Das dritte große Bild (1966/25) überträgt die Menschentragödie auf Tierwelt und Natur. Ein verwundetes Pferd bäumt sich auf und wendet sich panisch zur Flucht, von einem prügelnden Menschen verfolgt. Mit der Pathosgeste des hochgereckten Kopfes weckt es Erinnerungen an Picassos Guernica-Bild. Es verkörpert das Leiden der Kreatur im Krieg, der jedoch der Ausbruch in die Freiheit gelingt.

### Geometrisches
Zu Beginn der 70er Jahre hielt sich Gerhard Fietz mit dem befreundeten Kollegen Helmut Thoma auf der kroatischen Insel Crés auf. Das Erlebnis mittelmeerischen Lichts leitete eine neue Phase der Malerei ein, den Schritt zur autarken Farbe, die aus eigener Kraft Thema und Inhalt des Bildvorgangs wird. Er untersuchte die Proportionalität von Farbe und von geometrischen Formen, ferner die Möglichkeiten der Farbe innerhalb geometrischer Abgrenzungen. Das Kolorit steigerte er dabei, den Gesetzen der Kontrastwirkungen folgend, zunehmend zu ungebrochenen, reinen Tönen. Mathematisch exakte Linien, Flächen, Dreiecke, Kreise, puristische Formen bestimmen die Arbeiten dieser Zeit.

### Spätwerk
Das Spätwerk von Gerhard Fietz entstand nach dem Ende der Verpflichtung als Hochschullehrer und seinem Umzug nach Göddingen im Jahre 1979. In Göddingen, fern vom Getriebe der Großstadt, fanden sie Gestaltung, hier setzte er seine philosophische Lebensanschauung und seine Reflexionen in neue Ausdrucksformen freier, farbenreicher Malerei um. 
Aus Motiven und Bildern der 40er und 50er Jahre entstanden veränderte, großformatige Bildkompositionen. Manche wecken Vorstellungen an Eruptionen oder Explosionen geballter Energie. So wandelte sich das kriegerische Bild von 1953 "Es gibt Gegner und Auseinandersetzung", 1953/108, im Spätwerk zu "Neuer Sturm", 1990/27. Die Bilder vom Krieg, die Fragen nach dem Menschen münden im Alter in eine Sphäre des Kosmos, reduzieren sich auf ein physikalisches Kräftesystem. Die Physik löst moralisch-ethische Fragen nach Schuld, Religion, Macht und Krieg in einer außermenschlichen, überirdischen Sphäre auf.

## Einzelausstellungen (Auswahl)
| 1940 | Galerie Günther Franke, München |
| 1947 | Galerie Dr. Petzet, Icking |
| 1948 | Moderne Galerie Otto Stangl, München |
| 1950 | Galerie der Spiegel, Köln \| Galerie Springer, Berlin                                                                                             |
| 1954 | Galerie Schüler, Berlin. |
| 1957 | Stedelijk Museum, Amsterdam |
| 1958 | Museum Ulm |
| 1963 | Kunsthalle Wilhelmshaven \| Kunstmuseum Mülheim an der Ruhr \| Kunstamt Charlottenburg, Berlin                                                    |
| 1964 | Akademie der Künste, Berlin |
| 1979 | Museum für das Fürstentum Lüneburg |
| 1981 | Kurhaus Hitzacker |
| 1988 | Galerie Harthan, Stuttgart \| Kunstverein Springhornhof, Neuenkirchen \| Galerie Walther, Düsseldorf \| Haus der Kultur, Mali Losinj, Jugoslawien |
| 1989 | Galerie Dittmar, Hamburg |
| 1990 | Galerie Walther, Kunstmesse ART COLOGNE, Köln |
| 1991 | Haus am Lützowplatz, Berlin \| Ostdeutsche Galerie, Regensburg                                                                                    |
| 1992 | Galerie am Rotkreuzplatz, München |
| 1994 | Galerie Walther, Düsseldorf |
| 1995 | Karl & Faber, München |
| 1996 | Kunstverein Schweinfurt |
| 1997 | Fritz-Winter-Atelier, Dießen |
| 1998 | Fritz-Winter-Haus, Ahlen |
| 1999 | Gerhard Fietz Haus, Bleckede/Göddingen \| Galerie Dittmar, Berlin                                                                                 |
| 2000 | Galerieverein Leonberg \| Oberhessisches Museum, Gießen                                                                                           |
| 2002 | Städtische Sammlungen Schweinfurt |
| 2003 | Franz Hitze Haus, Münster |
| 2004 | Villa Wessel, Iserlohn |
| 2005 | München Swiss Life |
| 2010 | Kunstverein Schweinfurt |
| 2013 | Schloss Neuhardenberg, Brandenburg \| Stadtbibliothek Leba, Polen                                                                                 |
| 2014 | Buchheim-Museum, Bernried am Starnberger See \| Fietz Haus Göddingen, Bleckede/Göddingen                                                          |

## Auszeichnungen
| 1949 | Blevin-Davis-Preis, München          |
| 1950 | 1. Ströher-Preis, Darmstadt          |
| 1951 | 4. Domnick-Preis, Stuttgart          |
| 1988 | Kulturpreis des Landkreises Lüneburg |
| 1991 | Lovis Corinth-Preis                  |